# Christian Christiansen (physicien)
Pour les articles homonymes, voir Christian Christiansen.
Christian Christiansen (né le 9 octobre 1843 à Lønborg (da), Danemark – mort le 28 novembre 1917 à Frederiksberg) est un physicien danois. Il a découvert l'effet Christiansen (en) (Christiansen filter). 
Ses recherches se concentrent sur la chaleur radiante (en) et la dispersion optique. Il a ainsi découvert plusieurs spectres d'absorption avec des dispersions anormales, dont notamment celui de l'aniline.
Directeur de thèse de Niels Bohr, il est élu à l'Académie royale des sciences de Suède en 1902.

## Biographie
Christiansen enseigne d'abord à l'école polytechnique, puis, en 1886, à l'université de Copenhague.
En 1884, il confirme la Loi de Stefan-Boltzmann.